# Duiquer d'Aders
El duiquer d'Aders (Cephalophus adersi), també conegut com a nunga, kunga marara o harake, és un petit duiquer que viu als boscos i que només es troba a Zanzíbar i un petit enclavament costaner de Kenya. Es troba en perill crític. Alguns creuen que és una subespècie del duiquer de Natal, el duiquer de Harvey, el duiquer de Peters o una combinació d'aquests. Fou anomenat en honor del metge i entomòleg William Mansfield Aders.